# Ціщини
Ці́щини — неіснуючий тепер хутір в Україні. Розташовувався між селами Пацьковичі, Библо та Міженець, що в Старосамбірському районі Львівської області.

## Хутір
Це був великий хутір — близько 60 хат, у ньому навіть діяла початкова школа (з 1 до 4 класу). Поселення виникло, очевидно, після парцеляції — розподілу панських земель, коли в Галичині скасували панщину (1848 рік). Жили в Ціщинах поляки й українці.

## Зникнення поселення
Після Другої світової війни поляки виїхали у Польщу. Решта хуторян 1951 року розібрали свої хати і переселились у сусідні села. Згодом сади викорчували, а всю територію переорали. Нині від Ціщин не залишилось і сліду.